# Філіпп I Араб
Марк Ю́лій Філі́пп (лат. Marcus Julius Philippus; близько. 204, Шахба — вересень 249, Верона), також відомий як  Філіпп I або Філіпп Ара́б — римський імператор у 244—249 роках, який правив разом зі своїм сином, Філіппом II, під час кризи III століття. Був одним з так званих «солдатських імператорів». Саме за його правління у 248 році відзначалася тисячна річниця з дня заснування Риму.

## Життя до влади
Про ранні роки життя та політичну кар'єру Філіппа відомо небагато. Він народився у сирійському місті, яке зараз зветься Шахба, за 90 кілометрів на південний схід від Дамаска. У той час це була територія римської провінції Аравії Петрейської. Він був арабом за походженням, через що й отримав своє прізвисько «Араб» (лат. Arabus).
Батьком його був Юлій Марин, місцевий римський громадянин. Багато істориків погоджуються, що майбутній імператор отримав римське громадянство завдяки батькові, досить впливовій людині. Ім'я матері Філіппа невідоме, проте джерела згадують про брата, Гая Юлія Пріска, префекта преторія за часів Гордіана III (238–244).
У 234 р. він одружився з Марцією Отацилією Северою, донькою сенатора Отацилія Севера, проконсула Македонії. Відомо, що подружжя мало трьох дітей:
- Марк Юлій Север Філіпп — римський імператор у 247–249 роках, співправитель свого батька.
- Юлія Севера (або Северіна) — про її існування відомо лише завдяки нумізматичним джерелам.
- Квінт Філіпп Север — народився у 247 році.

У 243 р., під час військової кампанії імператора Гордіана III проти перського царя Шапура I, префект преторія Гай Фурій Тімесифей помер за нез'ясованих обставин. За пропозицією свого брата Пріска, Філіпп був призначений новим префектом із намірами вдвох контролювати молодого імператора та неофіційно правити імперією. Наступного, 244 року, після поразки у битві, Гордіан III помер за обставинами, що й досі є предметом дискусій з-поміж істориків. За деякими свідченнями, Гордіана вбив Філіпп, тоді як інші джерела, зокрема перські, стверджують, що Гордіан загинув під час битви. У будь якому разі, одразу після смерті Гордіана війська проголосили новим імператором саме Філіппа.

## Правління

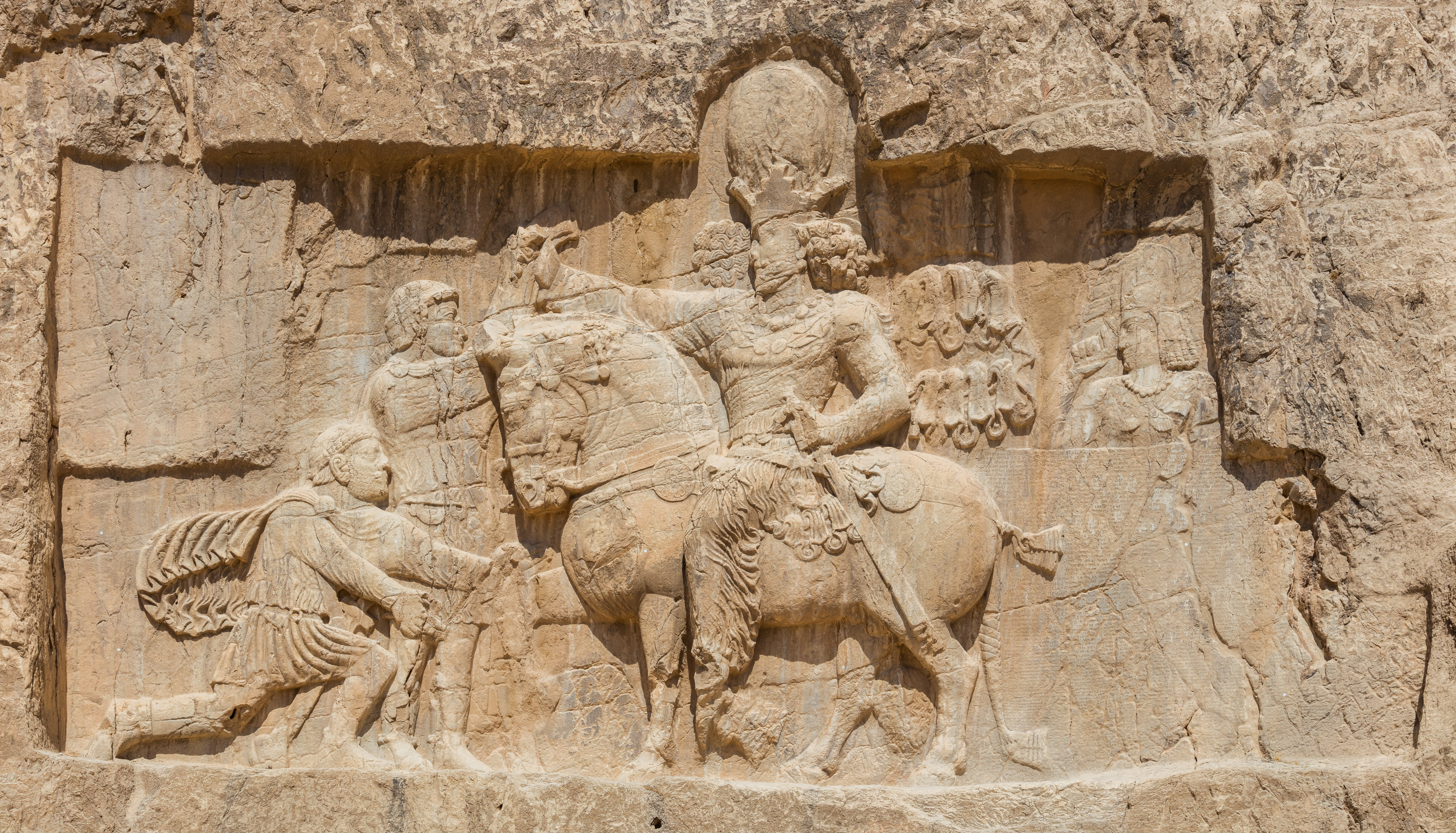
Скельний рельєф із зображенням іранського царя Шапура І (на коні) та римських імператорів, Філіппа Араба (на колінах) та Валер'яна (в заручниках). Накш-і-Рустам, Іран

Філіпп Араб не бажав повторювати помилок колишніх претендентів і усвідомлював, що задля затвердження свого положення Сенатом він має повернутися до Риму якомога скоріше. Тому спершу ним було прийняте рішення щодо укладення мирної угоди з Шапуром I. За умовами цього договору, Рим залишав за собою Осроену та Месопотамію, проте мав віддати персам контроль над Вірменією та виплатити в їхній бік суму в 500 тис. золотих денаріїв. Опісля укладання цієї угоди він вирушив на захід, залишивши свого брата надзвичайним правителем східних провінцій.
У Римі він прийняв титул августа, а свого сина зробив цезарем та спадкоємцем. Також він надав титул августи своїй дружині та обожнив свого батька, хоча той ніколи не був імператором.
Філіпп доклав чималих зусиль задля нормалізацій відношень із Сенатом: для цього ним була задекларована прихильність старим римським ідеалам та традиціям. Рідне місто імператора було повністю перебудовано, дістало статус колонії та стало називатися Філіппополем. Це разом із виплатою в бік персів грошової компенсації наклало ще більше навантаження на римську скарбницю.

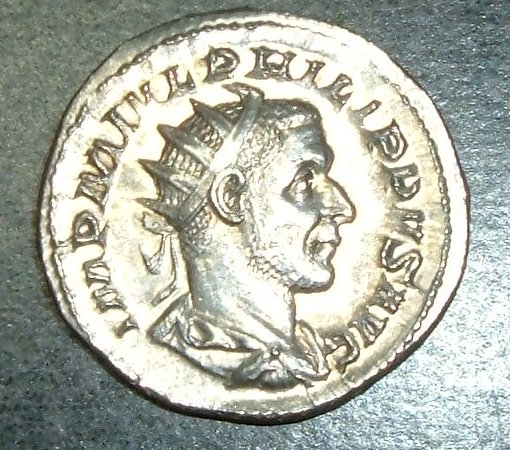
Монета Філіппа I з профільним зображенням

### Військові дії
Правління Філіппа почалося з варварських вторгнень до римських територій у Європі: германських племен — у провінцію Паннонія, готів — у провінцію Мезія та карпів — в Дакію. Тому в 245 році він був змушений покинути Рим з метою боротьби з ними.
Племена карпів перейшли Дунай, рухалися Дакією та з'явилися в Мезії, де загрожували Балканам. Створивши штаб-квартиру у Філіпополісі, що у Фракії, він відбив племена карпів за Дунай і успішно загнав їх до кордонів Дакії, так що вже до літа 246 року отримав перемогу над карпами та прийняв титул «Carpicus Maximus».
Тим часом аршакуни з Вірменії відмовилися визнати владу над ними перського царя Шапура I, й того ж 245 р. військові дії з боку Персії поновилися.

### Ludi saeculares
У квітні 248 року Філіпп мав честь керувати святкуваннями з нагоди тисячної річниці з дня заснування Риму, який за легендою був заснований Ромулом у 753 р. до н. е. За сучасною оцінкою, святкування було вкрай пишним та включало так звані Вікові ігри (лат. Ludi saeculares). Під час них, у Колізеї було вбито понад 1000 гладіаторів та сотні екзотичних тварин, а саме: гіппопотамів, леопардів, левів, жираф та одного носорога. Святкування також залишилося в літературі: зокрема, твір Гая Азінія Квадрата «Історія тисячоліття» був спеціально написаний на честь річниці.

## Втрата влади та загибель
Попри святкову атмосферу, що панувала в Римі, в провінціях спалахнуло декілька повстань. Через невдоволення результатами війни із варварами, легіони в Дакії та Мезії проголосили імператором Тиберія Клавдія Пакаціана (лат. Tiberius Claudius Pacatianus). Втім, повстання Пакаціана не було єдиною загрозою правлінню Філіппа. На Сході Марк Йотапіан очолив ще одне повстання у відповідь на деспотичне правління Пріска та надмірне оподаткування східних провінцій. Також деякі нумізматичні знахідки вказують на повстання Сільбаннака та Спонсіана, проте в інших джерелах згадки щодо цих подій відсутні.
Приголомшений кількістю повстань по всій імперії, Філіпп виступив перед Сенатом із офіційними намірами відречення від влади. Проте сенатори на чолі з Гаєм Мессієм Квінтом Децієм, навпаки, висловили свою підтримку чинному імператору. Вражений такою підтримкою, він вирішив залишитися на посаді та направив Деція до бунтуючих легіонів з метою їх заспокоєння та продовження боротьби з наступами варварів.
Проте ці дії мали зовсім інші наслідки. Невдоволена дунайська армія вже навесні 249 р. проголосила Деція імператором і рушила на Рим. Приголомшений таким розвитком подій, Філіпп спочатку намагався вести з Децієм перемовини щодо мирної передачі влади, проте згодом зрозумів марність цих намагань та обрав силовий варіант придушення повстання. Влітку того ж року армія імператора зустріла узурпатора коло сучасного міста Верона. Децій переміг у битві, а Філіпп загинув приблизно у вересні 249 р. під час битви (хоча деякі джерела вказують, що його вбили власні легіонери, які бажали прислужитися новому правителю). Одинадцятирічний син і спадкоємець Філіпп був також вбитий, а доля Пріска невідома. Після смерті Філіпп та його син були обожнені.

## Релігійні переконання
Деякі, пізніші легенди, вперше згадані у «Церковній історії» Євсевія, стверджують, що Філіп був першим імператором-християнином. Ця точка зору, наймовірніше, базується на згадці Євсевія про те, як одного разу Філіп нібито відвідав християнську пасхальну службу, після того як на вимогу єпископа сповідався у гріхах.
Однак, більшість істориків вважають першим християнським імператором Костянтина, якого охрестили на смертному ложі, та ставлять під сумнів прихильність Філіпа до християнства через те, що нехристиянські автори не згадують про цей факт і що впродовж свого правління Філіпп наслідував державну релігію в усіх її проявах. Твердження Євсевія критики приписують загальній терпимості імператора до християн.

## У культурі
- Портрет Філіппа Араба зображено на банкноті номіналом 100 сирійських фунтів 1998 року випуску[11].
- Найбільш відоме погруддя імператора наразі зберігається в музеї «Державний Ермітаж» у Санкт-Петербурзі.